# Astrabe fasciata
Astrabe fasciata är en fiskart som beskrevs av Akihito och Meguro, 1988. Astrabe fasciata ingår i släktet Astrabe och familjen smörbultsfiskar. IUCN kategoriserar arten globalt som otillräckligt studerad. Inga underarter finns listade.